# 哈德納 (堪薩斯州)
哈德納（英語：Hardtner）是一個位於美國堪薩斯州巴伯縣的城市。

## 地方資料
根據2010年美國人口普查的數據，哈德納的面積為0.71平方千米，當中陸地面積為0.71平方千米，而水域面積為0.00平方千米。當地共有人口167人，而人口密度為每平方千米235.21人。